# Norfolk Island Regional Council

Lage der Insel, etwa 1400 Kilometer von Australien entfernt

Das Norfolk Island Regional Council ist ein seit dem 1. Juli 2016 bestehendes Regionalparlament der Norfolkinsel, ein Außengebiet Australiens, das im Südpazifik liegt und das seit 2018 den geltenden Gesetzen des australischen Bundesstaates New South Wales unterliegt.

## Geschichte

### Kolonialzeit
Die unbewohnte Norfolkinsel entdeckte der Seefahrer James Cook im Jahr 1784. Die Insel war im März 1788 nach der Gründung der ersten Sträflingskolonie Australien in der Bounty Bay als zweite Sträflingskolonie gegründet worden und wurde damit ein Teil der Sträflingskolonie New South Wales. Aufgegeben wurde die Norfolkinsel im Jahr 1813 und blieb bis ins Jahr 1825 menschenleer, bis es auf der Insel zur Errichtung eines Strafgefängnisses kam, eines der grausamsten Gefängnisse der britischen Krone. Es wurde 1855 aufgegeben und 1856 ließen sich zahlreiche Nachkommen von Bounty-Meuterern, sogenannte Pitcairner, mit Erlaubnis der britischen Kolonialverwaltung auf der Norfolkinsel nieder. Im gleichen Jahr wurde sie zu einem eigenen, New South Wales untergeordneten Territorium mit weitestgehender Autonomie.

### Parlament
Als im Jahr 1901 der australische Staat mit seinen Bundesstaaten gegründet wurde, wurde New South Wales einer der australischen Bundesstaaten. Im Jahr 1913 wurde die Norfolkinsel als eigenständig regiertes Außengebiet Australiens von der australischen Regierung anerkannt und hatte ein eigenes Parlament, die Norfolk Legislative Assembly, die eigene Gesetze verabschieden konnte. Ab 1979 wurde der Norfolk Island Act 1979 verabschiedet, der die Regierung der Norfolkinsel ermächtigte, verschiedene australische, bundesstaatliche und lokale Dienstleistungen auf der Norfolkinsel zu übernehmen, ausgenommen waren Regelungen hinsichtlich der Besteuerung, Einwanderung, Gesundheit und sozialen Wohlfahrt, die nicht oder lediglich teilweise übernommen wurden.
Im Jahr 2015 wurde ein neues Modell einer Selbstregierung auf der Norfolkinsel verfolgt und mit dem Norfolk Island Act 2015 verabschiedet. Diese gesetzliche Regelung führte zur Installierung des  Norfolk Island Regional Councils. Das australische Parlament übernahm es durch den Norfolk Island Legislation Amendment Act 2015.
Mit dem Norfolk Island Applied Laws Ordinance vom 1. Juli 2016 wurde vereinbart, dass die Gesetze zur Besteuerung, sozialen Sicherheit, Einwanderung, zum Zoll, Biologie- und Gesundheitsschutz und zur Gesundheitsfürsorge und Medikation Australiens ab dem 1. Juli 2018 auch auf der Norfolkinsel in Kraft treten. Dieses Regionalparlament ist ab diesem Zeitpunkt lediglich zuständig für die Regionalplanung, für kommunale Steuern und Müllentsorgung und hat sich mit den australischen Ministerien abzustimmen, die für die entsprechenden Planungs- und Entwicklungsaufgaben zuständig sind. Ein großer Teil der Inselbevölkerung versteht sich nicht als Teil Australiens, sondern als Nachkommen der Bounty-Meuterer (Pitcairner) und weiterer pazifischer Völker und war mit dieser Entscheidung unzufrieden. Sie mussten sie allerdings hinnehmen, da die Inselregierung nicht verhindern konnte, dass die Wirtschaft der Insel stark defizitär wurde, und eine Wirtschaftskrise nicht abwenden konnte.

### Wahlen
Das Regionalparlament der Norfolkinsel wird alle vier Jahre neu gewählt und hat fünf Mitglieder, die ihre Vorsitzenden aus ihrer Mitte wählen. Die erste Wahl fand am 28. Mai 2016 statt. Gewählt wurden Robin Adams (Mayor), John McCoy (stellvertretender Mayor), Rod Buffett, David Porter und Lisle Snell. Bei den Wahlen zum australischen Parlament wird die Norfolkinsel im Wahlbezirk Australian Capital Territory repräsentiert.

## Inselverwaltung
Die Inselverwaltung richtet sich nach den gesetzlichen Regelungen, die in Australien für die sogenannten Territories in Australien gelten. Der oberste Verwalter von Norfolk Island ist der für jeweils zwei Jahre vom Generalgouverneur von Australien ernannte Administrator. Dies ist derzeit (2020) der Australier Eric Hutchinson, der 1. April 2017 neu und am 23. Februar 2019 bestätigt wurde.